# 秋草训练滑翔机
秋草（假名：あきぐさ），是大日本帝国海军空技厂专门为秋水火箭戰鬥機所研发的练习用滑翔机。海军识别代号是MXY-8。

## 开发
“秋水”号火箭战斗机原来仅仅是一个Me 163战斗机的复刻品，但由于难以从德国获得技术材料，最终不得不从头设计。MXY8（秋草）与J8M（秋水）同时设计以验证设计，然后在秋水的开发过程中提供飞行员训练。陆军称之代号为Ku-13。

## 设计
对于“轻滑翔机”规格的秋草而言，其机身完全是用木头建造的，装有压载水舱，用来模拟一个装备齐全的秋水的重量和飞行特性，最终建造了大约50到60架滑翔机。对于“重滑翔机”规格而言，机身变成了金属制造。其外形与秋水基本相同。
轻滑翔机使用二式陆上中间练习机作为牵引机，重滑翔机则使用彩云。

## 应用
在设计完成后，为了培养大量的秋水飞行员，不及秋水的首飞，就开始了生产部署。1945年8月10日，陆军的秋草在训练中发生了坠毁事故，飞行员负重伤。

## 规格
飞行员：1人
全长：6.05米
全宽：9.50米
全高：2.70米
翼展面积：17.73平方米